# غارلاند (أركنساس)
غارلاند (بالإنجليزية: Garland, Arkansas)‏ هي بلدة أمريكية تقع في الولايات المتحدة في مقاطعة ميلير، أركنسو. يقدر عدد سكانها بـ 242 نسمة ومساحتها 2.1 كم2 وترتفع عن سطح البحر 69 متر.

## التركيبة السكانية
حدّد مكتب تعداد الولايات المتحدة بيانات التركيبة السكانية لغارلاند في تعداد الولايات المتحدة. في ما يلي، التركيبة السكانية حسب تعدادي 2000 و2010.

### تعداد عام 2000
بلغ عدد سكان غارلاند 352 نسمة بحسب تعداد عام 2000، وبلغ عدد الأسر 133 أسرة وعدد العائلات 89 عائلة مقيمة في البلدة. في حين سجلت الكثافة السكانية 155.1 نسمة لكل كيلومتر مربع (401.7/ميل2). وبلغ عدد الوحدات السكنية 164 وحدة بمتوسط كثافة قدره 72.2 لكل كيلومتر مربع (187.0/ميل2).
وتوزع التركيب العرقي للبلدة بنسبة 27.84% من البيض و69.89% من الأمريكيين الأفارقة و0.28% من الأمريكيين الأصليين و0.28% من الأمريكيين ذوي الأصول الآسيوية و1.70% من عرقين مختلطين أو أكثر و0.57% من الهسبانيون أو اللاتينيون من أي عرق.
بلغ عدد الأسر 133 أسرة كانت نسبة 36.1% منها لديها أطفال تحت سن الثامنة عشر تعيش معهم، وبلغت نسبة الأزواج القاطنين مع بعضهم البعض 35.3% من أصل المجموع الكلي للأسر، ونسبة 23.3% من الأسر كان لديها معيلات من الإناث دون وجود شريك، بينما كانت نسبة 8.3% من الأسر لديها معيلون من الذكور دون وجود شريكة وكانت نسبة 33.1% من غير العائلات. تألفت نسبة 29.3% من أصل جميع الأسر من عدة أفراد يعيشون في نفس المنزل ونسبة 13.5% كانت تتألف من شخص يعيش بمفرده يبلغ من العمر 65 عاماً أو أكثر. وبلغ متوسط حجم الأسرة المعيشية 2.65، أما متوسط حجم العائلات فبلغ 3.24.
بلغ العمر الوسطي للسكان 38.0 عاماً. وكانت نسبة 25.6% من القاطنين تحت سن الثامنة عشر، وكانت نسبة 9.1% بين الثامنة عشر والرابعة والعشرين عاماً، ونسبة 25% كانت واقعةً في الفئة العمرية ما بين الخامسة والعشرين والرابعة والأربعين عاماً، ونسبة 26.4% كانت ما بين الخامسة والأربعين والرابعة والستين، ونسبة 13.9% كانت ضمن فئة الخامسة والستين عاماً فما فوق. يوجد لكل 100 أنثى 92.3 ذكر، ويوجد لكل 100 أنثى في الثامنة عشر من عمرها فما فوق 87.1 ذكر.
بلغ متوسط دخل الأسرة في البلدة 17,500 دولارًا، أما متوسط دخل العائلة فبلغ 20,625 دولارًا. وكان متوسط دخل الذكور 24,375 دولارًا مقابل 15,000 دولارًا للإناث. وسجل دخل الفرد الخاص بالبلدة 9,292 دولارًا. وكانت نسبة 37.6% من العائلات ونسبة 44.7% من السكان تحت خط الفقر، وكان من هؤلاء نسبة 62.5% تحت سن الثامنة عشر ونسبة 38.9% في الخامسة والستين من العمر وما فوق.

### تعداد عام 2010
بلغ عدد سكان غارلاند 242 نسمة بحسب تعداد عام 2010، وبلغ عدد الأسر 105 أسرة وعدد العائلات 62 عائلة مقيمة في البلدة. في حين سجلت الكثافة السكانية 106.6 نسمة لكل كيلومتر مربع (276.1/ميل2). وبلغ عدد الوحدات السكنية 148 وحدة بمتوسط كثافة قدره 65.2 لكل كيلومتر مربع (168.9/ميل2).
وتوزع التركيب العرقي للبلدة بنسبة 27.69% من البيض و71.90% من الأمريكيين الأفارقة و0.41% من الأمريكيين ذوي الأصول الآسيوية.
بلغ عدد الأسر 105 أسرة كانت نسبة 28.6% منها لديها أطفال تحت سن الثامنة عشر تعيش معهم، وبلغت نسبة الأزواج القاطنين مع بعضهم البعض 35.2% من أصل المجموع الكلي للأسر، ونسبة 18.1% من الأسر كان لديها معيلات من الإناث دون وجود شريك، بينما كانت نسبة 5.7% من الأسر لديها معيلون من الذكور دون وجود شريكة وكانت نسبة 41% من غير العائلات. تألفت نسبة 39% من أصل جميع الأسر من عدة أفراد يعيشون في نفس المنزل ونسبة 20% كانت تتألف من شخص يعيش بمفرده يبلغ من العمر 65 عاماً أو أكثر. وبلغ متوسط حجم الأسرة المعيشية 2.30، أما متوسط حجم العائلات فبلغ 3.02.
بلغ العمر الوسطي للسكان 42.3 عاماً. وكانت نسبة 24% من القاطنين تحت سن الثامنة عشر، وكانت نسبة 7% بين الثامنة عشر والرابعة والعشرين عاماً، ونسبة 23.6% كانت واقعةً في الفئة العمرية ما بين الخامسة والعشرين والرابعة والأربعين عاماً، ونسبة 25.2% كانت ما بين الخامسة والأربعين والرابعة والستين، ونسبة 20.2% كانت ضمن فئة الخامسة والستين عاماً فما فوق. وتوزع التركيب الجنسي للسكان بنسبة 50.8% ذكور و49.2% إناث.

## أعلام
- لين لوي
- كيني جين